# Kitty O'Neil
Kitty Linn O'Neil (Corpus Christi, 24 de março de 1946 — Eureka, 2 de novembro de 2018) foi uma mergulhadora, atriz-dublê e automobilista norte-americana, intitulada "A Mulher Mais Rápida do Mundo" (do inglês "The fastest woman in the world") por vários recordes de velocidade. Referida como notável dublê, mulher pioneira na indústria desse ramo em Hollywood. e referida como piloto notável por Marquis Who's Who.
Quando criança adquiriu uma doença que a tornou surda, e mais doenças no início da idade adulta, que interromperam sua carreira de saltadora aquática. Mas 1970, mesmo com limitações começou a correr na água e na terra.
A carreira subsequente de O'Neil como dublê e automobilista, a levou a ser retratada em filme (1979). Em 2019, foi homenageada no 91º Oscar. sendo novamente homenageada em março de 2023 com um Doodle no buscado do Google.

## Biografia

### Infância
Em 1946, Kitty Linn nasceu na cidade estadunidense de Corpus Christi (Texas), filho de John II O'Neil, oficial das Forças Aéreas do Exército dos Estados Unidos (falecido em acidente aéreo na infância de Kitty), com a cherokee nativa Patsy Compton O'Neil (Cansas).
Kitty aos cinco meses de idade contraiu doenças infantis simultâneas (caxumba, sarampo e, varíola), perdendo a audição. Depois que sua surdez tornou-se aparente aos dois anos de idade, sua mãe ensinou-lhe leitura labial e fala. Esta tornou-se fonoaudióloga e cofundadora de uma escola para alunos com limitação auditiva na cidade texana de Wichita Falls. Nesta fase Kitty estudou piano e violoncelo, treinando sentindo as mudanças sutis das vibrações.

### Carreira

#### Mergulho
Quando adolescente Kitty freqüentou a escola californiana Fullerton Junior College. Aos 12 anos, tornou-se mergulhadora competitiva de plataforma de 10 metros e de trampolim de 3 metros, ganhando campeonatos de mergulho regionais e estaduais em 1964 - campeã olímpica júnior de mergulho - da União Atlética Amadora (do inglês Amateur Athletic Union, AAU). Em 1962, ao se mudar para a cidade californiana de Anaheim, seguiu com o treinador de mergulho Sammy Lee, na escola secundária de Savanna. Antes das provas para as Olimpíadas de 1964, ela quebrou o pulso e contraiu meningite espinhal, ameaçando sua capacidade de andar e encerrando sua disputa por uma posição na equipe olímpica de mergulho. Porém, ela competiu nos 100m costas e 100m nado livre nos Jogos Surdolímpicos de Verão de 1965.
Após recuperar-se da meningite, ela perdeu o interesse em mergulhar e voltou-se ao esqui aquático, mergulho, paraquedismo e asa delta, afirmando que "o mergulho não era assustador o suficiente para mim". Com quase 20 anos, ela passou por dois tratamentos de câncer.

#### Automobilismo e dublê
Em 1970, O'Neil começou a correr na água e na terra (esqui-aquático, corridas de carros, moto cross-country), participando do Baja 500 e do Mint 400. Ela conheceu os dublês Hal Needham e Ronald “Duffy” Hambleton enquanto corria de motocicleta, e morou com o último, desistindo das corridas por um tempo. Em meados da década de 1970, Duffy à apresentou ao coordenador da Stunts Unlimited, o dublê Hal Needham, assim ela começou a trabalhar como dublê, treinando com o: coordenador, Duffy e, com Dar Robinson. Em 1974 já trabalhou no filme Airport 1975, sendo a primeira mulher a se apresentar com a Stunts Unlimited, a principal agência de dublês. Como dublê, ela participou em: Damien: Omen II (1978), The Bionic Woman, na sequência Airport '77, The Blues Brothers (1980), Smokey and the Bandit II (1980) e outras produções de televisão e cinema. Em 1978, sua carreira de dublê inspirou uma boneca Kitty O'Neil, feita pela Mattel, companhia estadunidense de brinquedos. Além do filme televissivo biografico "Silent Victory: The Kitty O'Neil Story" (1979), com a atriz Stockard Channing no papel principal.
Após tornar-se a primeira mulher-dublê na elite da Stunts Unlimited, em 1976, ela foi dublê das estrelas de duas séries televisivas americanas. Substituiu Lynda Carter em Mulher Maravilha de 1977 a 1979, além de durante uma filmagem saltar de cabeça seguida de uma cambalhota no ar memorávelmente de uma altura de 127 pés do telhado do hotel Valley Hilton na Califórnia.
Em 1980, Kitty Linn casou-se com Thomace A. Justice.
Kitty sendo uma pioneira feminina na indústria de dublês de Hollywood, influenciou a Associação de Cinema de Dublês (do inglês Stuntwomen’s Association of Motion Pictures), que foi criada em 1967, o brilhantismo de O'Neil fez o estabelecimento de Hollywood levar as mulheres a sério. No entanto, ainda enfrentam discriminação, aliada ao desafio de fazer o mesmo trabalho que os homens, muitas vezes usando roupas minimalistas. Quando Kitty aposentou-se, ela estabeleceu 22 recordes de velocidade em terra e em água.
Esta faleceu aos 72 anos após sofrer um ataque cardíaco com pneumonia em 2 de novembro de 2018, no hospital Eureka Community Hospital na cidade de Eureka (Dakota do Sul). Sendo homenageada em 2019 no bloco Annual Memoriam do prêmio Oscar e, em março de 2023 com um Doodle na ferramenta de pesquisa online do Google (comemorando seu 77º aniversário).

## Recordes
Seus recordes mundiais incluem: Land Speed for Women, Quarter Mile Acceleration From Standing Start, 500 Meter Acceleration From Standing Start.
Em 1976, ela se tornou a motorista feminina mais rápida, ao atingir 512,71 mph com a máquina SMI Motivator no deserto de Alvord (Oregon). Também estabeleceu dois recordes de velocidade feminina na água: esquiando a 104,85 mph em 1970 e pilotando o barco a jato Captain Crazy a 275 mph em 1977. Em 1979, quebrou seu próprio recorde de queda livre alta - o pulo da Mulher Maravilha - saltando 180 pés de um helicóptero em um air bag.

## Filiação
Kitty Linn era membro de: Member Stunts Unlimited, Screen Actors Guild, Sports Car Club American, Federation International Motorcyclists, United States Automobile Club, National Association Stock Cars, Federation International Automobiles, Southern California Off-Road Enterprises, American Motorcycle Association, National Hot Rod Association, National Power Boat Association, American Power Boat Association.